# Championnat d'Europe de futsal 2005
Navigation
Italie 2003 Portugal 2007
L'Euro de futsal 2005 est la cinquième édition du Championnat d'Europe de futsal, compétition organisée par l'Union des associations européennes de football (UEFA) et rassemblant les meilleures équipes nationales masculines européennes de la discipline. Il se déroule à Ostrava, en Tchéquie, du 14 au 20 février 2005.
En janvier 2004, les sélections nationales de 33 pays participent à une phase de qualification, dans le but de désigner les sept équipes pouvant prendre part au tournoi final en compagnie de la Tchéquie, qualifiée d'office en tant que pays organisateur.
Pour la troisième finale opposant l'Espagne à la Russie en cinq édition, les Espagnols remportent leur troisième titre (après 1996 et 2001). Les Ibériques poursuivent ainsi leur série d'une victoire toutes les deux éditions et terminent sur le podium de chacune des cinq premières éditions de l'Euro de futsal. L'Italie, tenant du titre, prend la troisième place.
Le gardien espagnol Luis Amado est élu golden player tandis que l'Italien Fernando Grana remporte le titre de meilleur buteur de la compétition avec six réalisations.

## Organisation

### Pays, ville et salles retenus
La Tchéquie, et sa ville d'Ostrava sont retenues pour accueillir le cinquième Euro de futsal. La compétition se déroule dans deux salles : ČEZ Aréna et au Sareza Hall.
| Nom       | ČEZ Aréna     | Sareza       |
| --------- | ------------- | ------------ |
| Photo     |               |              |
| Ville     | Ostrava       | Ostrava      |
| Capacitée | 10 000 places | 5 000 places |

Tous les matchs ont lieu dans la ČEZ Aréna, à l'exception d'un match de la troisième journée par poule de la phase de groupe, afin que les deux matchs se déroulent au même moment.

### Format de la compétition
Les huit équipes qualifiées sont séparées en deux groupes de quatre, joués en tournoi toutes rondes. Par souci d'équité, les deux matchs de la troisième journée de la phase de groupe sont joués au même moment dans les deux salles.
Les deux premiers de chacun des deux groupes sont qualifiés pour les demi-finales à élimination directe. Les premiers y affrontent les seconds de l'autre groupe. Contrairement à l'édition 2003, un match pour la troisième place a lieu.

### Équipes qualifiées
En janvier 2004, 33 sélections nationales de futsal prennent par aux qualifications. Un tour préliminaire à deux groupes (trois et quatre équipes) qualifie deux sélections pour le tour principal composé de sept groupes de quatre équipes.
Seuls leurs sept vainqueurs se joignent au pays hôte qualifié d'office, la Tchéquie, pour la phase finale.
| Équipe nationale | Mode de qualification | Nombre de participation    | Meilleure performance  |
| ---------------- | --------------------- | -------------------------- | ---------------------- |
| Espagne          | vainqueur du groupe 4 | 4 (1996, 1999, 2001, 2003) | vainqueur (1996, 2001) |
| Russie           | vainqueur du groupe 5 | 4 (1996, 1999, 2001, 2003) | vainqueur (1999)       |
| Italie T         | vainqueur du groupe 7 | 4 (1996, 1999, 2001, 2003) | vainqueur (2003)       |
| Ukraine          | vainqueur du groupe 2 | 3 (1996, 2001, 2003)       | finaliste (2001, 2003) |
| Pays-Bas         | vainqueur du groupe 1 | 3 (1996, 1999, 2001)       | demi-finaliste (1999)  |
| Portugal         | vainqueur du groupe 3 | 2 (1999, 2003)             | groupe (1999, 2003)    |
| Tchéquie         | hôte                  | 2 (2001, 2003)             | demi-finaliste (2003)  |
| Hongrie          | vainqueur du groupe 6 | 0 (début)                  | -                      |

Les quatre précédents vainqueurs se qualifient pour la phase finale. Seule la Hongrie dispute sa première phase finale, toutes les autres équipes ont déjà pris part à deux éditions minimum.

## Personnalités

### Effectif par sélection
| Équipe   | Effectif |
| -------- | --- |
| Espagne  | Sélectionneur : Javier Lozano. 1 - Luis Amado, 2 - Julio, 3 - Jordi Torras, 4 - Fran Serrejón, 5 - Orol, 6 - Marcelo, 7 - Javi Rodríguez, 8 - Kike, 9 - Andreu, 10 - Javi Limones, 11 - Alberto Cogorro, 12 - Rafa, 13 - Francisco Antolin, 14 - Daniel.                                                                                             |
| Hongrie  | Sélectionneur : Mihály Kozma. 1 - Zoltán Balázs, 2 - Szabolcs Tóth, 3 - Gábor Somogyi, 4 - Balázs Simon, 5 - Tamás Szimcsák, 6 - Gábor Csernai, 7 - Tamás Lódi, 8 - Pál Baranyai, 9 - Zoltan Szabo, 10 - Tamás Frank, 11 - János Madarász, 12 - Ákos Márkus, 13 - Zsolt Gyurcsányi, 14 - Miklós Tóth.                                                |
| Italie   | Sélectionneur : Alessandro Nuccorini. 1 - Alexander Feller, 2 - Fernando Grana, 3 - Anderson Vasconcelos, 4 - Carlos Montovanelli, 5 - Jocimar Jubanski, 6 - Edgar Bertoni, 7 - Bacaro Vinicius, 8 - Carlos Scala, 9 - Assad Fabiano, 10 - Adriano Foglia, 11 - Carlos Morgado, 12 - Goncalves Farina, 13 - Sandro Reno Zanetti, 14 - Tadeu Sartori. |
| Pays-Bas | Sélectionneur : Vic Hermans. 1 - Patrick Thomassen, 2 - Antoine Merlino, 3 - Dick Hulshorst, 4 - Zaid El Morabiti, 5 - Kees Thies, 6 - Samir Makhoukhi, 7 - Maximiliaan Tjaden, 8 - Calvin Blankendal, 9 - Edwin Grünholz, 10 - Ferdy Kaleveld, 11 - Joey Ngarigota, 12 - Remco Bos, 13 - Frank Brands, 14 - Abdellah Idlaasri.                      |
| Portugal | Sélectionneur : Orlando Duarte. 1 - Joăo Benedito, 2 - Luis Estrela, 3 - Leo, 4 - Marcelinho, 5 - Ivan, 6 - Joel Queirós, 7 - André Lima, 8 - Miguel Almeida, 9 - Gonçalo Alves, 10 - José Maria, 11 - Israel Alves, 12 - Sandro Barradas, 13 - Zézito, 14 - Sílvio.                                                                                 |
| Russie   | Sélectionneur : Oleg Ivanov. 1 - Pavel Stepanov, 2 - Vladislav Shayakhmetev, 3 - Aleksandr Foukine, 4 - Mikhail Markin, 5 - Konstantin Maevski, 6 - Sergei Malyshev, 7 - Damir Khamadiyev, 8 - Konstantin Douchkevitch, 9 - Sergei Ivanov, 10 - Denis Abyshev, 11 - Maxim Gorbounov, 12 - Sergei Zouev, 13 - Aleksandr Levin, 14 - Iouri Korol.      |
| Tchéquie | Sélectionneur : Michal Stríz. 1 - Petr Krayzel, 2 - Vit Blazej, 3 - Daniel Rajnoch, 4 - David Levcík, 5 - Tomáš Šluka, 6 - Roman Mareš, 7 - Martín Dlouhý, 8 - Radek Polasek, 9 - David Fric, 10 - Josef Havel, 11 - Michal Mareš, 12 - Jan Klíma, 13 - Zdenek Slám, 14 - Jaroslav Kamenický.                                                        |
| Ukraine  | Sélectionneur : Gennadiy Lysenchuk. 1 - Olexiy Popov, 2 - Mykhaylo Romanov, 3 - Vitaliy Nesteruk, 4 - Serhiy Koridze, 5 - Oleh Shaytanov, 6 - Vitaliy Brunko, 7 - Yevgen Rogachov, 8 - Olexiy Kudlay, 9 - Valeriy Zamyatin, 10 - Serhiy Sytin, 11 - Fedir Pylypiv, 12 - Vasyl Sukhomlinov, 13 - Artem Kovalyov, 14 - Kostyantyn Vlasenko.            |

### Arbitres
| Nom                            | Nation   |
| ------------------------------ | -------- |
| Anton Averianov                | Russie   |
| Silvo Borosak                  | Slovénie |
| Massimo Cumbo                  | Italie   |
| Antonio Jose Fernandes Cardoso | Portugal |
| Jyrki Filppu                   | Finlande |
| Pedro Ángel Galán Nieto        | Espagne  |
| Christian Hauben               | Belgique |
| Zbigniew Kosmala               | Pologne  |
| Radek Lobo                     | Tchéquie |
| Ivan Novak                     | Croatie  |
| Károly Török                   | Hongrie  |
| Antonius van Eekelen           | Pays-Bas |

Parmi les nations qualifiées, seule l'Ukraine ne fournit pas d'arbitre pour la phase finale.

## Phase de groupes

### Groupe A
L'Ukraine et la Russie ont raison de la République tchèque et des Pays-Bas dans un Groupe A serré, où chaque équipe gagne un match.
| Équipe   | M | V | N | D | Bp | Bc | diff. | Pts |
| -------- | - | - | - | - | -- | -- | ----- | --- |
| Ukraine  | 3 | 2 | 0 | 1 | 7  | 4  | +3    | 6   |
| Russie   | 3 | 2 | 0 | 1 | 10 | 6  | +4    | 6   |
| Pays-Bas | 3 | 1 | 0 | 2 | 8  | 12 | -4    | 3   |
| Tchéquie | 3 | 1 | 0 | 2 | 6  | 9  | -3    | 3   |

| 14 février 2005 | Tchéquie                              | 2 – 1 | Ukraine           |                                             |                                             |
| 16:30           | Michal Mareš 18e · Daniel Rajnoch 34e |       | 12e Olexiy Kudlay | ČEZ Aréna, Ostrava Arbitrage : Károly Török | ČEZ Aréna, Ostrava Arbitrage : Károly Török |
| 16:30           | rapport                               |       |                   | ČEZ Aréna, Ostrava Arbitrage : Károly Török | ČEZ Aréna, Ostrava Arbitrage : Károly Török |

| 14 février 2005 | Russie                                                                             | 5 – 3 | Pays-Bas                                                         |                                              |                                              |
| 18:30           | Mikhail Markin 16e 38e · Dick Hulshorst 17e (csc) · Vladislav Shayakhmetov 38e 39e |       | 24eDick Hulshorst · 35e Antoine Merlino · 39e Maximiliaan Tjaden | ČEZ Aréna, Ostrava Arbitrage : Massimo Cumbo | ČEZ Aréna, Ostrava Arbitrage : Massimo Cumbo |
| 18:30           | rapport                                                                            |       |                                                                  | ČEZ Aréna, Ostrava Arbitrage : Massimo Cumbo | ČEZ Aréna, Ostrava Arbitrage : Massimo Cumbo |

| 15 février 2005 | Tchéquie        | 1 – 4 | Russie                                                                                     |                                                        |                                                        |
| 16:30           | Tomáš Šluka 17e |       | 7e Sergei Ivanov · 20e Vladislav Shayakhmetov · 25e Konstantin Maevski · 37e Denis Abyshev | ČEZ Aréna, Ostrava Arbitrage : Pedro Ángel Galán Nieto | ČEZ Aréna, Ostrava Arbitrage : Pedro Ángel Galán Nieto |
| 16:30           | rapport         |       |                                                                                            | ČEZ Aréna, Ostrava Arbitrage : Pedro Ángel Galán Nieto | ČEZ Aréna, Ostrava Arbitrage : Pedro Ángel Galán Nieto |

| 15 février 2005 | Ukraine                                                       | 4 – 1 | Pays-Bas       |                                             |                                             |
| 20:30           | Fedir Pylypiv 13e · Sergey Sytin 18e 38e · Serhiy Koridze 39e |       | 23e Kees Thies | ČEZ Aréna, Ostrava Arbitrage : Károly Török | ČEZ Aréna, Ostrava Arbitrage : Károly Török |
| 20:30           | rapport                                                       |       |                | ČEZ Aréna, Ostrava Arbitrage : Károly Török | ČEZ Aréna, Ostrava Arbitrage : Károly Török |

| 17 février 2005 | Pays-Bas                                                                             | 4 – 3 | Tchéquie                                                 |                                                               |                                                               |
| 17:30           | Antoine Merlino 3e · Samir Makhoukhi 8e · Tomáš Šluka 10e (csc) · Dick Hulshorst 14e |       | 9e Martín Dlouhý · 15e Michal Mareš · 24e Daniel Rajnoch | ČEZ Aréna, Ostrava Arbitrage : Antonio Jose Fernandes Cardoso | ČEZ Aréna, Ostrava Arbitrage : Antonio Jose Fernandes Cardoso |
| 17:30           | rapport                                                                              |       |                                                          | ČEZ Aréna, Ostrava Arbitrage : Antonio Jose Fernandes Cardoso | ČEZ Aréna, Ostrava Arbitrage : Antonio Jose Fernandes Cardoso |

| 17 février 2005 | Ukraine                                    | 2 – 1 | Russie               |                                           |                                           |
| 17:30           | Sergey Sytin 9e · Mikhail Markin 23e (csc) |       | 37e Damir Khamadiyev | Sareza, Ostrava Arbitrage : Silvo Borosak | Sareza, Ostrava Arbitrage : Silvo Borosak |
| 17:30           | rapport                                    |       |                      | Sareza, Ostrava Arbitrage : Silvo Borosak | Sareza, Ostrava Arbitrage : Silvo Borosak |

### Groupe B
Les champions en titre italiens disputent le premier match de l’Euro de futsal et battent le Portugal 8-3. L’Italie domine son groupe sans partage pour la troisième fois d'affilée, terminant devant l'Espagne, aussi qualifiée, le Portugal et la Hongrie.
| Équipe   | M | V | N | D | Bp | Bc | diff. | Pts |
| -------- | - | - | - | - | -- | -- | ----- | --- |
| Italie T | 3 | 3 | 0 | 0 | 16 | 4  | +12   | 9   |
| Espagne  | 3 | 2 | 0 | 1 | 8  | 6  | +2    | 6   |
| Portugal | 3 | 1 | 0 | 2 | 9  | 14 | -5    | 3   |
| Hongrie  | 3 | 0 | 0 | 3 | 5  | 14 | -9    | 0   |

| 14 février 2005 | Italie | 8 – 3 | Portugal                                              |                                           |                                           |
| 12:30           | Jocimar Jubanski 3e · Fabiano Assad 17e 22e · Fernando Grana 18e 19e 35e · Edgar Bertoni 25e · Carlos Montovanelli 31e |       | 14e Gonçalo Alves · 29e Joel Queirós · 36e André Lima | ČEZ Aréna, Ostrava Arbitrage : Ivan Novak | ČEZ Aréna, Ostrava Arbitrage : Ivan Novak |
| 12:30           | rapport |       |                                                       | ČEZ Aréna, Ostrava Arbitrage : Ivan Novak | ČEZ Aréna, Ostrava Arbitrage : Ivan Novak |

| 14 février 2005 | Hongrie                            | 2 – 4 | Espagne                                                |                                           |                                           |
| 14:30           | Balázs Simon 28e · Tamás Frank 33e |       | 27e Jordi Torras · 35e 36e Javi Rodríguez · 38e Daniel | ČEZ Aréna, Ostrava Arbitrage : Radek Lobo | ČEZ Aréna, Ostrava Arbitrage : Radek Lobo |
| 14:30           | rapport                            |       |                                                        | ČEZ Aréna, Ostrava Arbitrage : Radek Lobo | ČEZ Aréna, Ostrava Arbitrage : Radek Lobo |

| 15 février 2005 | Italie                                                             | 5 – 0 | Hongrie |                                             |                                             |
| 14:30           | Adriano Foglia 1re · Fernando Grana 13e 23e · Carlos Scala 17e 19e |       |         | ČEZ Aréna, Ostrava Arbitrage : Jyrki Filppu | ČEZ Aréna, Ostrava Arbitrage : Jyrki Filppu |
| 14:30           | rapport                                                            |       |         | ČEZ Aréna, Ostrava Arbitrage : Jyrki Filppu | ČEZ Aréna, Ostrava Arbitrage : Jyrki Filppu |

| 15 février 2005 | Portugal       | 1 – 3 | Espagne                                  |                                                |                                                |
| 18:30           | Marcelinho 35e |       | 7eJavi Rodríguez · 11e Daniel · 39e Kike | ČEZ Aréna, Ostrava Arbitrage : Anton Averianov | ČEZ Aréna, Ostrava Arbitrage : Anton Averianov |
| 18:30           | rapport        |       |                                          | ČEZ Aréna, Ostrava Arbitrage : Anton Averianov | ČEZ Aréna, Ostrava Arbitrage : Anton Averianov |

| 17 février 2005 | Portugal                                                      | 5 – 3 | Hongrie                               |                                           |                                           |
| 19:30           | Gonçalo Alves 25e 26e 29e · André Lima 38e · Joel Queirós 38e |       | 17e 26eTamás Lódi · 35e Szabolcs Tóth | Sareza, Ostrava Arbitrage : Massimo Cumbo | Sareza, Ostrava Arbitrage : Massimo Cumbo |
| 19:30           | rapport                                                       |       |                                       | Sareza, Ostrava Arbitrage : Massimo Cumbo | Sareza, Ostrava Arbitrage : Massimo Cumbo |

| 17 février 2005 | Espagne          | 1 – 3 | Italie                                                   |                                                |                                                |
| 19:30           | Jordi Torras 26e |       | 4eVinícius Bácaro · 26e Carlos Scala · 29e Edgar Bertoni | ČEZ Aréna, Ostrava Arbitrage : Anton Averianov | ČEZ Aréna, Ostrava Arbitrage : Anton Averianov |
| 19:30           | rapport          |       |                                                          | ČEZ Aréna, Ostrava Arbitrage : Anton Averianov | ČEZ Aréna, Ostrava Arbitrage : Anton Averianov |

## Phase à élimination directe

### Tableau
|  | Demi-finales | Demi-finales |                        |   | Finale     | Finale     |
|  | Demi-finales | Demi-finales |                        |   | Finale     | Finale     |
|  |              |              |                        |   |            |            |
|  | 18 février   | 18 février   |                        |   | 20 février | 20 février |
|  | 18 février   | 18 février   |                        |   | 20 février | 20 février |
|  | Ukraine      | 0            |                        |   | 20 février | 20 février |
|  | Ukraine      | 0            |                        |   | 20 février | 20 février |
|  | Espagne      | 5            |                        |   | 20 février | 20 février |
|  | Espagne      | 5            | Espagne                | 2 |            |            |
|  | 18 février   |              | Espagne                | 2 |            |            |
|  |              | Russie       | 1                      |   |            |            |
|  | Italie T     | Russie       | 1                      | 2 |            |            |
|  | Italie T     |              |                        | 2 |            |            |
|  | Russie       | 4            |                        |   |            |            |
|  | Russie       | 4            | Match pour la 3e place |   |            |            |
|  |              |              |                        |   |            |            |
|  | 20 février   |              |                        |   |            |            |
|  |              |              |                        |   |            |            |
|  | Ukraine      | 1            |                        |   |            |            |
|  | Ukraine      | 1            |                        |   |            |            |
|  | Italie       | 3            |                        |   |            |            |
|  | Italie       | 3            |                        |   |            |            |

### Demi-finales
En demi-finale, l'Espagne est vainqueure de l'Ukraine 5-0. Vainqueur de tout ses matchs de poule, l'Italie chute lourdement en demi-finale face à la Russie (4-2).
| 18 février 2005 | Ukraine | 0 – 5 | Espagne                                       |                                           |                                           |
| 16:30           |         |       | 9e 37e Andreu · 30e Daniel · 31e 34e Serrejón | ČEZ Aréna, Ostrava Arbitrage : Ivan Novak | ČEZ Aréna, Ostrava Arbitrage : Ivan Novak |
| 16:30           | rapport |       |                                               | ČEZ Aréna, Ostrava Arbitrage : Ivan Novak | ČEZ Aréna, Ostrava Arbitrage : Ivan Novak |

| 18 février 2005 | Italie         | 2 – 4 | Russie                                                         |                                             |                                             |
| 18:30           | Zanetti 3e 24e |       | 14e 32e Shayakhmetov · 36e Sergei Ivanov · 37e Aleksandr Levin | ČEZ Aréna, Ostrava Arbitrage : Károly Török | ČEZ Aréna, Ostrava Arbitrage : Károly Török |
| 18:30           | rapport        |       |                                                                | ČEZ Aréna, Ostrava Arbitrage : Károly Török | ČEZ Aréna, Ostrava Arbitrage : Károly Török |

### Troisième place
La petite finale est la même affiche que la finale de 2003 et voit de nouveau l'Italie prendre le meilleur sur l'Ukraine, cette fois-ci sur le score de 3-1.
| 20 février 2005 | Ukraine         | 1 – 3 | Italie                             |                                           |                                           |
| 14:00           | Sergey Sytin 9e |       | 6e Grana · 16e Assad · 21e Zanetti | ČEZ Aréna, Ostrava Arbitrage : Ivan Novak | ČEZ Aréna, Ostrava Arbitrage : Ivan Novak |
| 14:00           | rapport         |       |                                    | ČEZ Aréna, Ostrava Arbitrage : Ivan Novak | ČEZ Aréna, Ostrava Arbitrage : Ivan Novak |

### Finale
Il s'agit du troisième Espagne-Russie en finale de l'Euro de futsal (une victoire partout). Les Espagnols, champions du monde 2004, dominent les Russes et récupèrent le titre de champions d'Europe de l'UEFA. Les buts d'Andrea et Cogorro leur offrent leur troisième titre européen (2-1).
| 20 février 2005 | Espagne                 | 2 – 1 | Russie           |                                             |                                             |
| 17:15           | Andreu 9e · Cogorro 21e |       | 31e Douchkevitch | ČEZ Aréna, Ostrava Arbitrage : Károly Török | ČEZ Aréna, Ostrava Arbitrage : Károly Török |
| 17:15           | rapport                 |       |                  | ČEZ Aréna, Ostrava Arbitrage : Károly Török | ČEZ Aréna, Ostrava Arbitrage : Károly Török |

## Classements et récompense

### Classement final
| Rang      | Équipe   | Pts    | MJ | V | N | D | Bp | Bc | Diff. |
| --------- | -------- | ------ | -- | - | - | - | -- | -- | ----- |
| champion  | Espagne  | 12 pts | 5  | 4 | - | 1 | 15 | 7  | +8    |
| finaliste | Russie   | 9 pts  | 5  | 3 | - | 2 | 15 | 10 | +5    |
| troisième | Italie T | 12 pts | 5  | 4 | - | 1 | 21 | 9  | +12   |
| 4e        | Ukraine  | 6 pts  | 5  | 2 | - | 3 | 8  | 12 | -4    |
| 5e        | Tchéquie | 3 pts  | 3  | 1 | - | 2 | 6  | 9  | -3    |
| 6e        | Pays-Bas | 3 pts  | 3  | 1 | - | 2 | 8  | 12 | -4    |
| 7e        | Portugal | 3 pts  | 3  | 1 | - | 2 | 9  | 14 | -5    |
| 8e        | Hongrie  | 0 pt   | 3  | - | - | 3 | 5  | 14 | -9    |

### Liste des buteurs
Le décompte ne comprend que les buts marqués lors de la phase finale,.
6 buts
- Fernando Grana

5 buts
- Vladislav Shayakhmetev

4 buts
- Gonçalo Álves
- Serhiy Sytin

3 buts
- Assad Fabiano
- Carlos Scala
- Sandro Reno Zanetti
- Andreu
- Daniel
- Javi Rodríguez

2 buts
- Michal Mareš
- Daniel Rajnoch
- Tamás Lódi
- Edgar Bertoni
- Dick Hulshorst
- Antoine Merlino
- André Lima
- Joel Queirós
- Sergei Ivanov
- Mikhail Markin
- Fran Serrejón
- Jordi Torras

1 but
- Martín Dlouhý
- Tomáš Šluka
- Tamás Frank
- Balázs Simon
- Szabolcs Tóth
- Adriano Foglia
- Jocimar Jubanski
- Carlos Montovanelli
- Bacaro Vinicius
- Samir Makhoukhi
- Maximiliaan Tjaden
- Kees Thies
- Marcelinho
- Denis Abyshev
- Damir Khamadiyev
- Aleksandr Levin
- Konstantin Maevski
- Konstantin Douchkevitch
- Kike
- Alberto Cogorro
- Serhiy Koridze
- Olexiy Kudlay
- Fedir Pylypiv

1 contre-son-camp
- Tomáš Šluka
- Dick Hulshorst
- Mikhail Markin

### Distinction individuelle

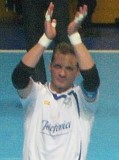
Amado en 2009.

Le gardien de l'Espagne Luis Amado est élu golden player (joueur d'or) de l'Euro de futsal 2005. Deux mois après la victoire en Coupe du monde dont il est élu meilleur gardien de but, l'Espagne dispute la phase finale européenne. En demi-finale, Amado conserve ses cages inviolées, fait rare à ce niveau, lors de la victoire 5-0 sur l'Ukraine.